# 瓦雷耶
瓦雷耶（法語：Vareilles，法語發音：[vaʁɛj]）是法国克勒兹省的一个市镇，位于该省西北部，属于盖雷区。

## 地理
瓦雷耶（46°18'1"N, 1°28'38"E）面积17.68 平方千米，位于法国新阿基坦大区克勒兹省，该省份为法国中部省份，位于法國中央高原西北部，北起安德尔省和谢尔省，西接维埃纳省，南至科雷兹省，东临多姆山省，东北与阿列省接壤。
与瓦雷耶接壤的市镇（或旧市镇、城区）包括：阿泽拉布勒、拉苏泰赖讷、圣阿尼昂-德韦尔西亚、阿尔纳克拉波斯特、圣叙尔皮斯莱弗耶。

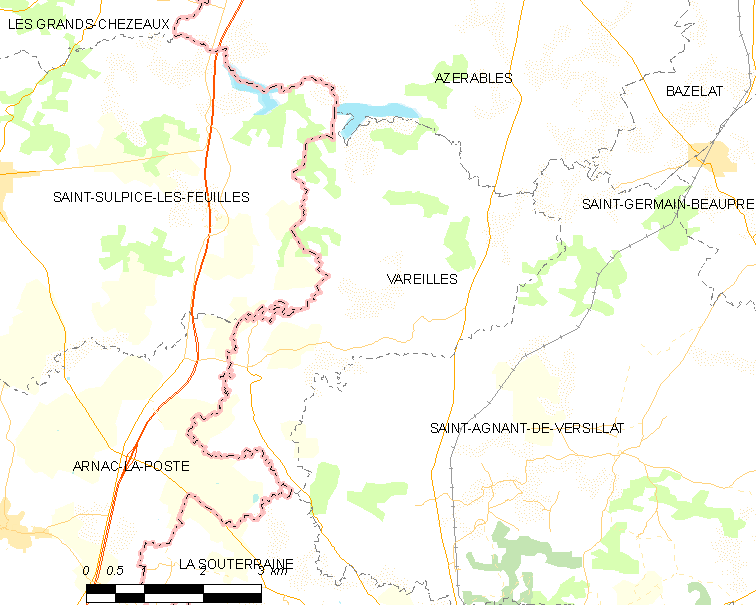
瓦雷耶的OSM定位图

瓦雷耶的时区为UTC+01:00、UTC+02:00（夏令时）。

## 行政
瓦雷耶的邮政编码为23300，INSEE市镇编码为23258。

## 政治
瓦雷耶所属的省级选区为拉苏泰赖讷县。

## 人口

1962-2008年间瓦雷耶人口变化图示

瓦雷耶于2022年1月1日时的人口数量为322人。